# 飛騨中山駅
飛騨中山駅（ひだなかやまえき）は、岐阜県飛騨市神岡町中山にあった神岡鉄道神岡線の駅。
岐阜県最北端かつ東海地方最北端の駅であったが、2006年（平成18年）に廃駅となった。

## 歴史
- 1966年（昭和41年）10月6日：日本国有鉄道（国鉄）神岡線の駅として開業[1]。旅客営業のみ[1]。
- 1984年（昭和59年）10月1日：神岡鉄道に転換[1]。
- 2006年（平成18年）12月1日：廃止。

## 駅構造
単式ホーム1面1線を有する地上駅であった。無人駅で駅舎はなく、駅の設備としてはホームとその上の待合所があるのみとなっていた。ホームは国道よりも高い位置に設けられ、国道からは舗装もされていない細い坂道を上って至った。
ホーム上には毘沙門天の木像をまつった祠が置かれていた。

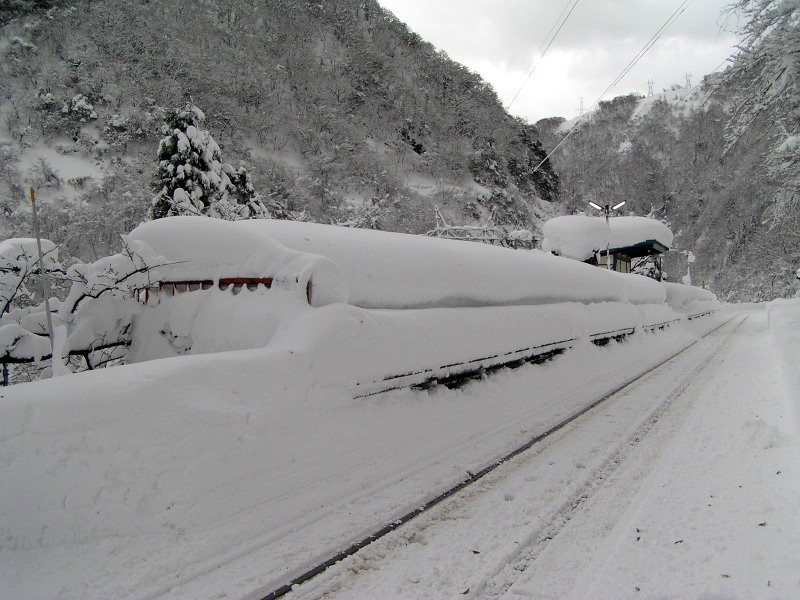
冬の飛騨中山駅（2005年12月）
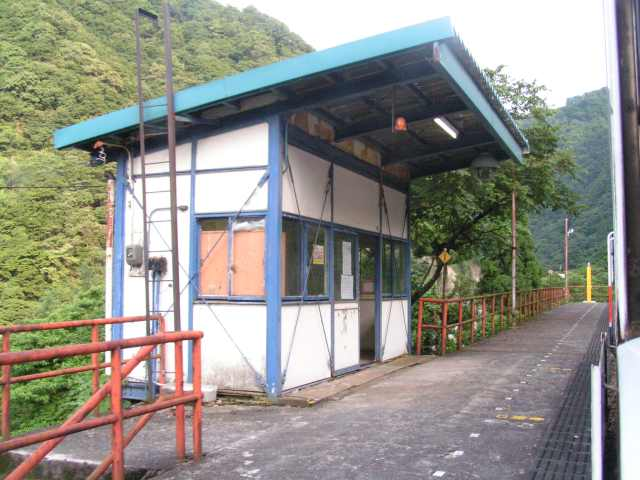
待合室（2006年8月）

## 駅周辺
高原川の作った谷を国道41号と神岡線の線路が走り、駅は国道から少し上がったところに設けられていた。岐阜県と富山県の県境が近く高原川の対岸はすぐ富山県富山市である。
中山の集落は駅の北西300メートルほどの国道沿いに開けているが規模は小さい。神岡線は中山の集落の脇をトンネルで通過したため列車からは中山の集落を見ることはできなかった。
中山の集落には東林寺や北陸電力の中山発電所がある。当駅と茂住駅との間の神岡線はほとんどが第四中山トンネルの中であった。

## 隣の駅
神岡鉄道
神岡線
猪谷駅 - 飛騨中山駅 - 茂住駅